# Picon (amaro)

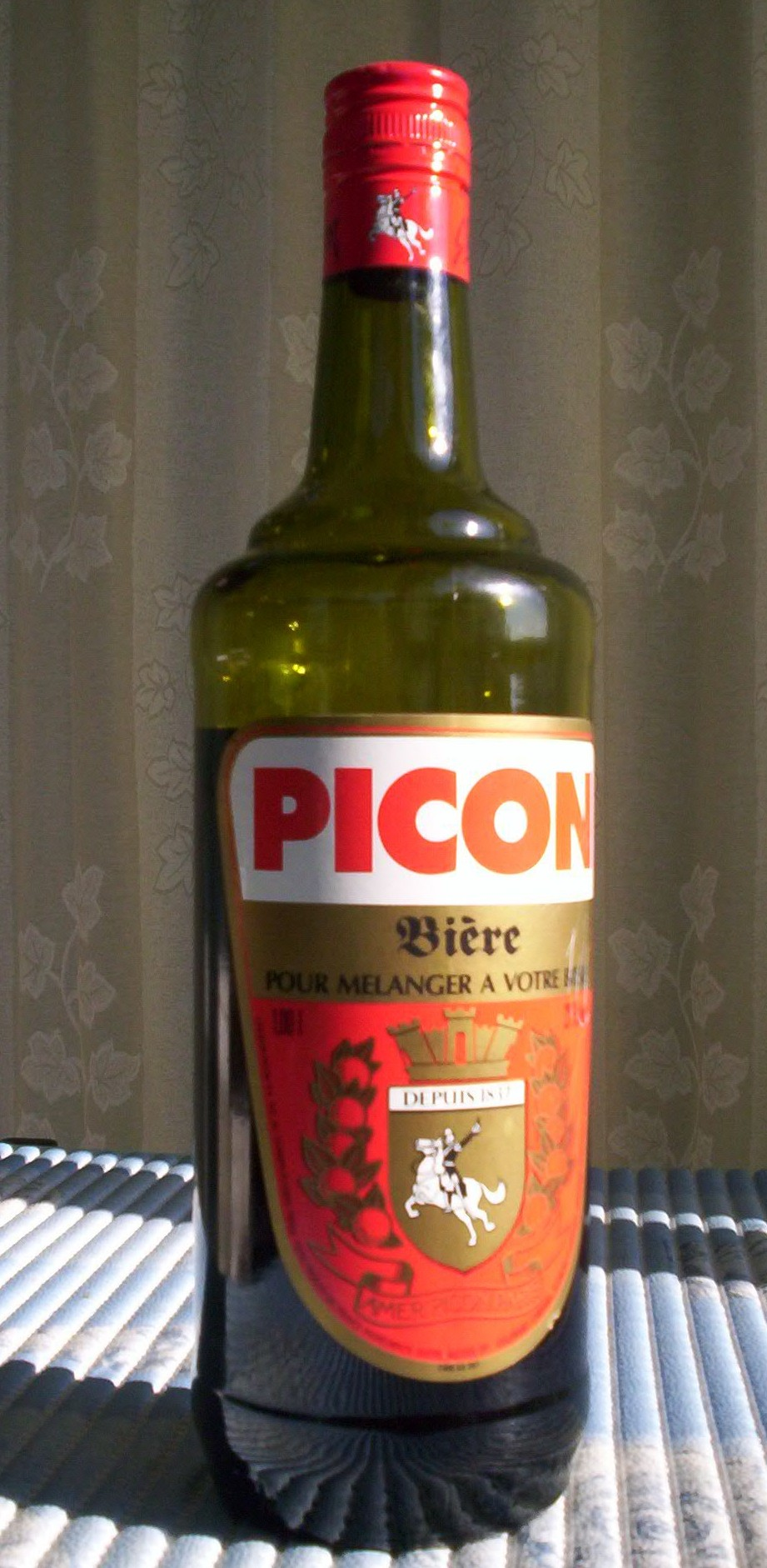
Bottiglia di Picon Bière da 21 gradi

Picon è un amaro, una bevanda aperitivo, di colore caramello che accompagna tradizionalmente la birra nell'est e nel nord della Francia.

## Contenuto
Il Picon è elaborato a base di scorze di arance fresche ed essiccate, quindi macerate in una soluzione d'alcool e quindi messo in distillazione. Picon richiede anche radici di genziana e della China, macerati tutti e due insieme. Uno sciroppo di zucchero e del caramello sono aggiunti successivamente.

## Storia
Gaétan Picon, nato nel 1809, effettuò la sua pratica come apprendista alle distillerie di Aix-en-Provence, Tolone e Marsiglia. Nel 1837, mentre si era recato in Algeria come volontario nell'esercito francese, inventò il Picon. Il liquore apparteneva allora agli aperitivi di categoria Bitter (amari) con il 21% di alcool (vol.).
Successivamente, Gaétan Picon creò una prima distilleria per produrre l'amaro africano in un villaggio algerino, ne seguì una moltiplicazione delle distillerie: Constantine (in Algeria), Bône e Algeri.
Nel 1872, Gaétan Picon rientrato in Francia, creò la sua prima fabbrica di fabbricazione del Picon, ormai chiamato così, a Marsiglia.
Dal 1995, Picon si è differenziato, si trovano ormai due aperitivi diversi:
- L'originale: Picon bière, che accompagna la birra.
- Il Picon club, da consumare nei cocktail party con vino bianco secco.

Picon dal 1989 ha il 18%  di alcool (vol.) e questo causò la rabbia di molti consumatori veterani.
Nel 2003, il marchio distribuiva il 70% del suo prodotto nel nord e nell'est della Francia e la produzione totale ammontava a 4 milioni di bottiglie.
Attualmente sono disponibili altre 2 versioni "prosamer" e "amer 21°"